# And Sophia's back
『and Sophia's back』（アンド・ソフィアズ・バック）は、山下久美子の8thスタジオ・アルバムで、1985年1月21日にシングル「瞳いっぱいの涙」と同時に、日本コロムビアから発売された。

## 概要
前作『アニマ・アニムス』から約半年ぶりで、1985年にリリースされた1枚目のアルバムである。
アレンジャーは、前作に引き続きベーシストの後藤次利を起用した。

## 収録曲

### SIDE A
| #         | タイトル                      | 作詞       | 作曲       | 編曲                                             | 時間  |
| --------- | ----------------------------- | ---------- | ---------- | ------------------------------------------------ | ----- |
| 1.        | 「Dance Dance2」              | 麻生圭子   | 吉田建     | 後藤次利                                         | 4:34  |
| 2.        | 「秘密が足りない」            | 竹花いち子 | 大沢誉志幸 | 後藤次利                                         | 3:47  |
| 3.        | 「プラトニック ラプソディー」 | 神沢のりえ | 村松邦男   | 後藤次利                                         | 3:36  |
| 4.        | 「瞳いっぱいの涙」            | 康珍化     | 原田真二   | 後藤次利                                         | 4:26  |
| 5.        | 「最後のドアーまで」          | 麻生圭子   | 原田真二   | 後藤次利 ホーン & ストリングスアレンジ: 萩田光雄 | 5:03  |
| 合計時間: | 合計時間:                     | 合計時間:  | 合計時間:  | 合計時間:                                        | 21:26 |

### SIDE B
| #         | タイトル                       | 作詞       | 作曲       | 編曲                                             | 時間  |
| --------- | ------------------------------ | ---------- | ---------- | ------------------------------------------------ | ----- |
| 1.        | 「わかりあいたい」             | 神沢のりえ | 柴山和彦   | 後藤次利                                         | 4:25  |
| 2.        | 「He's a Lonely Guy」          | 三浦徳子   | 吉田建     | 後藤次利 ホーンアレンジ: JAKE･H･CONCEPCION       | 4:00  |
| 3.        | 「プリテンダー」               | 神沢のりえ | 斎藤誠     | 後藤次利                                         | 4:48  |
| 4.        | 「今宵かぎりのcheek to cheek」 | 麻生圭子   | 大沢誉志幸 | 後藤次利                                         | 3:30  |
| 5.        | 「Cry For The Moon」           | 田口俊     | 滝沢洋一   | 後藤次利 ホーン & ストリングスアレンジ: 萩田光雄 | 4:17  |
| 合計時間: | 合計時間:                      | 合計時間:  | 合計時間:  | 合計時間:                                        | 21:00 |

## 楽曲解説

### SIDE A
1. Dance Dance2
2. 秘密が足りない
3. プラトニック ラプソディー
4. 瞳いっぱいの涙
  - アルバムと同時発売されたシングル。
  - アルバムバージョンとして収録されている。
5. 最後のドアーまで

### SIDE B
1. わかりあいたい
2. He's a Lonely Guy
3. プリテンダー
4. 今宵かぎりのcheek to cheek
  - 2013年にリリースされた大澤誉志幸とのコラボレーションアルバム『&Friends』[2]にてセルフカヴァーした。
5. Cry For The Moon
  - シングル「瞳いっぱいの涙」のB面曲。

## 参加ミュージシャン
- Bass：後藤次利, 渡辺等
- Drums：青山純, 山木秀夫
- Keyboards：富樫春生, 国吉良一
- E.Guitar：今剛, 松原正樹, 柴山和彦
- A.Guitar：吉川忠英, 柴山和彦
- Percussion：浜口茂外也, 斉藤ノブ
- Sax & Clarinet：JAKE･H･CONCEPCION
- Trombone：新井英治, 花坂義孝
- B.Trombone：岡田澄雄
- Horn：沖田晏弘, 笠松長久
- Cello：苅田雅治, 工藤昭義
- Strings：JOE STRINGS
- Chorus：EVE, CURTIS KING, RACHELE CAPPELLI, ANGELA CAPPELLI
  - Computer Programmer：松武秀樹, 浦田恵司